# Општина Салча (Сучава)
Салча (рум. Salcea) општина је у Румунији у округу Сучава.
Oпштина се налази на надморској висини од 298 m.